# Partido Renovación Nacional (Guatemala)
El Partido de Renovación Nacional (abreviado, PRN)  fue un partido político de centroizquierda en Guatemala. El PRN fue fundado por un grupo de los jóvenes revolucionarios el 1 de julio de 1944, siguiendo el derrocamiento del dictador Jorge Ubico Castañeda y el principio de la Revolución de Guatemala de 1944. Sus fundadores fueron Juan José Orozco Posadas, y Mario Efraín Nájera Farfán. El PRN era conocido como “el partido de los profesores”, en contraste al Frente Popular Libertador (FPL), el cual estuvo visto como "el partido de los estudiantes”. Durante este periodo el PRN y el FPL eran los partidos revolucionarios más grandes. 
En las elecciones de 1944, las primeras elecciones democráticas que había sido celebradas en el país, el PRN nominó a Juan José Arévalo como su candidato. En noviembre de 1945 se fusiona con el FPL para formar el Partido Acción Revolucionaria (PAR), pero se separó dieciocho meses más tarde. Esta ruptura era parcialmente el resultado de diferencias ideológicas, y parcialmente el resultado de manipulaciones por Arévalo, quién prefirió tratar una fracturada oposición. Después de algunas dudas el PRN unió el Partido de la Revolución Guatemalteca en junio de 1952, pero retiró un mes más tarde. El PRN era el partido más pequeño en los gobiernos de coalición de Jacobo Árbenz (1951-1954). Fue prohibido después del golpe de Estado de 1954.
- Datos: Q16254220